# Société générale Sénégal
Société Générale Sénégal (SGSN) est une banque sénégalaise filiale du groupe français Société générale.

## Histoire
SGSN est créée le 26 novembre 1962, avec un capital de 500 millions de francs CFA.
En juillet 2005, SGSN ouvre sa 40e agence dans le quartier de Derklé à Dakar.
En 2008, SGSN procède à une augmentation de capital, passant de 4,5 milliards de F CFA à 10 milliards.
En juin 2010, SGSN, en partenariat avec Tigo, lance Yoban’tel, un service de paiement par téléphone mobile, pour concurrencer l'Orange money du groupe Orange.
Le 29 février 2012, SGSN signe une convention de 250 000 € avec l'Agence française de développement pour créer une offre de crédit aux TPE sénégalaises.
En 2013, SGSN lance Manko, un nouveau concept de banque de proximité et de microfinance, avec l'ambition de bancariser les revenus modestes n'ayant pas accès au système bancaire traditionnel. Manko ouvre sa première agence le 29 avril 2013 à Pikine. Les conseillers se déplacent en scooter pour rendre visite à leurs clients.
En 2014, SGSN enregistre une perte record de 36,434 milliards de F CFA pour un produit net bancaire de 44,69 milliards de F CFA. Fin 2014, SGSN consent au financement de 30 milliards de F CFA pour le lancement du projet minier de Grande Côte Opérations (GCO) de Tizir Limited, une entité regroupant à parts égales le français Eramet et l'australien Mineral Deposits Limited.

## Activités
Le classement des 200 premières banques africaines situait la société à la 91e place en 2007 (76e l'année précédente). Historiquement première banque du Sénégal en chiffre d'affaires, la banque a perdu son leadership en 2014 face à la banque marocaine CBAO Groupe Attijariwafa bank. Mais, elle a repris sa place en 2016, lorsqu'elle a été nommée meilleure banque au Sénégal en foi de la qualité de ses services. 
En 2014, SGSN comptait 670 collaborateurs, 179 000 clients, 43 agences et 54 DABs. Le capital de la banque est détenu à 63,31 % par la Société générale, à 33,13 % par des actionnaires privés, et à 1,56 % par la SGBCI.

## Direction
- Bassirou Diagne, président du conseil d’administration
- Harold Coffi, directeur général

## Controverses
En 1991, la SGBS s'adjuge illégalement les locaux de la Société Industrielle des Produits Laitiers (SIPL) et les revend dans la foulée à une entreprise, la Sci & Jubbo. Cette dépossession illégale provoque la chute de la SIPL en 1993. La justice sénégalaise a reconnu la faute de la SGBS et l'a condamnée au remboursement des biens dépossédés, ainsi qu'à des dommages et intérêts à la hauteur du préjudice. En 2016, la banque n'a toujours pas remboursé l'intégralité de la somme due.
En septembre 2013, le gérant d'une agence de la SGBS a détourné plus de 170 millions de F CFA. Toujours en septembre 2013, les gérants de l'agence de Cambérène sont accusés d'avoir détourné plus de 95 millions de F CFA.
En décembre 2014, la société sénégalaise Digital Store porte plainte contre la SGBS pour lui avoir fait payer une traite d'une valeur de plus de 5 millions de F CFA, alors que le cachet apposé sur cette traite n'est pas celui de l'entreprise, et que la signature n'est pas celle du dirigeant de l'entreprise plaignante.
En novembre 2015, à la suite de l'arrestation de l’homme d’affaires Zoheir Wazni, la presse sénégalaise révèle que le déficit de la SGBS est en fait de 119 milliards de FCFA. Le même mois, le PDG de la SGBS Yann de Nanteuil est appelé à comparaître devant les tribunaux pour tentative d'escroquerie sur l'entreprise Sci & Jubbo d'un montant de 15 milliards F CFA. L'affaire concerne les mêmes locaux que ceux qui avaient été illégalement dépossédés de la SIPL 25 ans auparavant,. En mars 2016, devant les juges, les avocats de la défense reconnaissent la manipulation frauduleuse.
En janvier 2016, la presse révèle qu'un agent de sécurité de l'agence des Almadies a détourné 200 millions de F CFA dans les guichets automatiques de la banque.